# Pancawati (Klari)
Pancawati is een bestuurslaag in het regentschap Karawang van de provincie West-Java, Indonesië. Pancawati telt 9217 inwoners (volkstelling 2010).